# 新格羅夫 (密蘇里州)
新格羅夫（英語：New Grove）是位於美國密蘇里州賴特縣的鬼鎮。

## 歷史
新格羅夫的郵局於1905年設立，其後於1915年停運。

## 地理
新格羅夫所處的海拔為高於海平面400米（即1312英呎），而該地所採用的時區為UTC-6，即北美中部時區（CST）。同時該地設有夏令時間，為UTC-6調快一小時，即UTC-5（CDT）。